# 韦格沙伊德
韦格沙伊德是德国巴伐利亚州的一个市镇。总面积80.68平方公里，总人口5517人，其中男性2750人，女性2767人（2011年12月31日），人口密度68人/平方公里。